# Oleg Jur'evič At'kov
Oleg Jur'evič At'kov (9 maggio 1949) è un cosmonauta e medico sovietico.
Fece una missione a lunga durata nello spazio a bordo della stazione spaziale Saljut 7 che raggiunse con la Sojuz T-10. Fece il suo ritorno sulla terra dopo oltre 236 giorni in orbita a bordo della Sojuz T-11.